# Cupulospongia
 (novembre 2018).
Genre
Espèces de rang inférieur
- † Cupulospongia acetabulum (Goldfuss)
- † Cupulospongia aptiensis d'Orbigny, 1850
- † Cupulospongia boletiformis d'Orbigny
- † Cupulospongia compressa d'Orbigny, 1850
- † Cupulospongia consobrina d'Orbigny, 1850
- † Cupulospongia elegans (d'Orbigny, 1849)[2]
- † Cupulospongia patella
- † Cupulospongia rimosa Roemer, 1864
- † Cupulospongia tenuis Roemer, 1864

Cupulospongia est un genre éteint d'éponges marines préhistoriques au sein de la classe Demospongiae. 
Les différentes espèces ont été trouvées dans des terrains du Crétacé en France.
C. elegans est en forme de vase avec un col large. On l'a trouvée dans la formation à éponges de Barrou, en France. 
La position taxonomique du genre n'est pas claire. Cupulospongia rimosa Roemer, 1864 est classifiée parmi les Theonellidae tandis que Cupulospongia tenuis Roemer, 1864 est située parmi les Azoricidae.